# 奧羅拉 (聖卡塔琳娜州)
奧羅拉（葡萄牙語：Aurora），是巴西的城鎮，位於該國南部，由聖卡塔琳娜州負責管轄，始建於1964年6月6日，面積207平方公里，2014年人口5,668，人口密度每平方公里27.39人。